# Standartenführer
Standartenführer var inden for det Nationalsocialistiske Tyske Arbejderparti en paramilitær rang som både blev brugt i SA og SS. Den blev oprettet som en titel i 1925, i 1928 blev rangen en af de første der blev tildelt de SA og SS officerer som kommanderede enheder kendt som Standarten, der var regimenter som ofte talte 300-500 mænd.
I 1929 blev Standartenführer-rangen delt i to separate grader kendt som Standartenführer (I) og Standartenführer (II). Denne praksis blev droppet igen i 1930 hvor både SA og SS udvidede deres rangsystem for at tillade flere officersgrader og havde derfor kun brug for en enkelt Standartenführer rang.
I 1933, da Adolf Hitler kom til magten i Tyskland, var Standartenführer blevet den højeste rang en stabsofficer kunne opnå, under Oberführer som blev betragtet som den første Generalrang for SS og SA. Ved begyndelsen af 2. verdenskrig var Standartenführer blevet udbredt som både en rang i SS og en rang i SA. I Waffen-SS blev rangen betragtet som pendant til en Oberst. 
Standartenführerens emblem bestod af et enkelt egeblad vist på begge flipper. Standartenführer var den første af SS og SA graderne som viste rangemblemer på begge flipper, uden at vise enhedsemblem. Waffen-SS Standartenführere bar også en tysk obersts skuldertegn udover egebladene på flipperne.